# مها مستكلم
مها نصار (1954-2008) هي مناضلة ورئيسة اتحاد لجان المرأة الفلسطينية سابقاً، وهي من مواليد القدس. بعد أن هجر والدها من حي القطمون في القدس الغربية على إثر النكبة. حازت على جائزة المناضلة النسوية التقدمية باسيو ناريا من منظمة اليسار الموحد في إسبانيا.

## حياتها العلمية والعملية
التحقت مها مستكلم نصار بجامعة بيرزيت متخصصة بالفيزياء وكانت من أوائل من أسس الحركة الطلابية التابعة في الجامعة، كما وأسهمت في تأسيس أول لجنة عمل تطوعي فيها وانتخبت عام 1974 سكرتيرة لمجلس طلبة جامعة بيرزيت. عملت كمعلمة للفيزياء في مدرسة الرجاء الانجيلية اللوثرية حتى استقالتها وتفرغها لقيادة العمل النسوي. اعتقلت أكثر من مرة وهي على مقاعد الدراسة الجامعية وبعد تخرجها واستمرار نشاطها الوطني.
أسهمت في تأسيس اتحاد لجان المرأة الفلسطينية وانتخبت رئيسة له، كما أسهمت في تشكيل المجلس النسوي الأعلى كذراع من أذرع الانتفاضة الأولى عام 1987، وكان لها دور كبير في رفع الصوت الفلسطيني عالياً من خلال علاقاتها الواسعة والمتميزة مع القوى التحررية والتقدمية في العالم.

## وفاتها
رحلت مها نصار يوم العاشر من أكتوبر 2008 إثر صراع طويل مع المرض. وقد نعت كل من الجبهة الشعبية لتحرير فلسطين واتحاد لجان المرأة الفلسطينية المناضلة نصار في بيانين منفصلين، أشارا إلى أن الفقيدة شغلت عضوية اللجنة المركزية العامة للجبهة، ورئاسة اتحاد لجان المرأة الفلسطينية في الوطن، إضافة لعضويتها في كل من المجلس الوطني الفلسطيني، والهيئتين الإداريتين للاتحاد العام للمرأة الفلسطينية وطاقم شؤون المرأة عدا عن مجلس إدارة مركز المعلومات البديلة، ومركز القدس للمساعدة القانونية.